# Apogonalia omani
Apogonalia omani är en insektsart som beskrevs av Young 1977. Apogonalia omani ingår i släktet Apogonalia och familjen dvärgstritar. Inga underarter finns listade i Catalogue of Life.